# Cursi
Cursi (griko salentino: Κούρτσε, Kurtse) és un municipi italià situat a la regió de la Pulla i a la província de Lecce. El 2022 tenia una població estimada de 3.855 habitants.